# Анна Мекленбургская
Анна Елизавета Августа Мекленбург-Шверинская (нем. Anna Elisabeth Augusta von Mecklenburg-Schwerin; 7 апреля 1865, Шверин — 8 февраля 1882, Шверин) — герцогиня Мекленбург-Шверинская, дочь великого герцога Фридриха Франца II Мекленбург-Шверинского от его второго брака с принцессой Гессен-Дармштадтской Анной, правнучка великой княжны Елены Павловны.
Анна была первым ребёнком супруги Фридриха Франца II, которая умерла при родах. Сама герцогиня Мекленбург-Шверинская умерла от болезни лёгких, не дожив до 17 лет.